# Ceruraphis eastopi
Ceruraphis eastopi är en insektsart som beskrevs av Hille Ris Lambers 1966. Ceruraphis eastopi ingår i släktet Ceruraphis och familjen långrörsbladlöss. Inga underarter finns listade i Catalogue of Life.